# 아노니무스 노타리우스

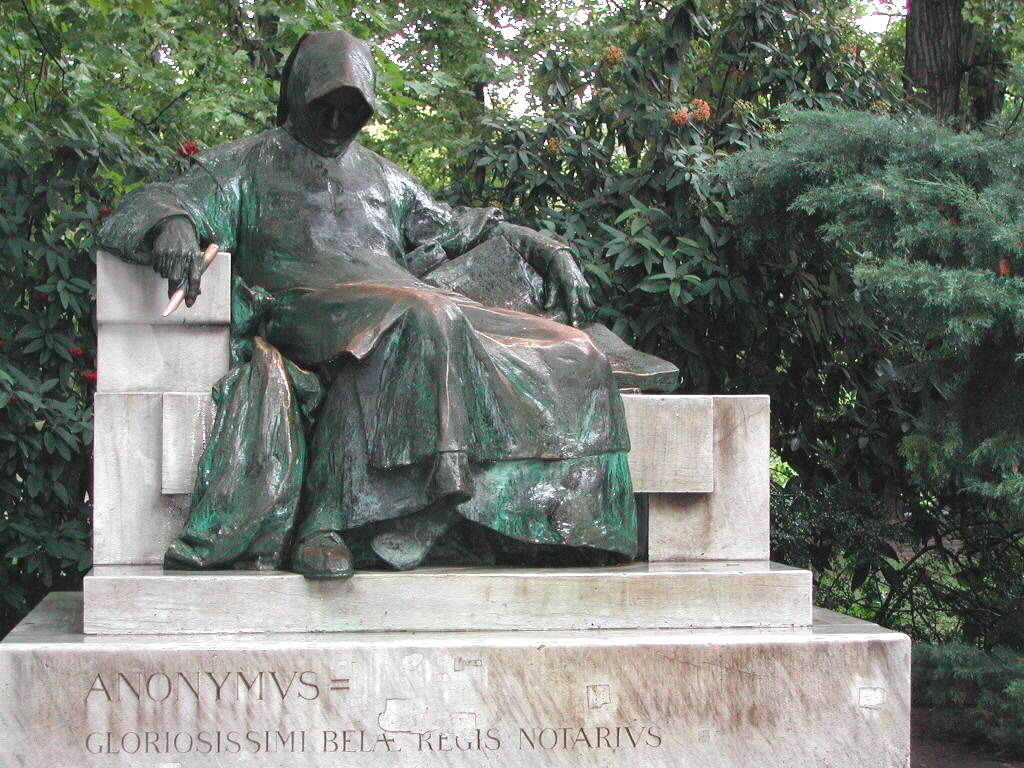
부다페스트의 동상.

아노니무스 벨레 레기스 노타리우스(라틴어: Anonymus Bele regis notarius→벨라 왕의 이름 모를 공증인), 아노니무스 훈가렌시스(라틴어: Anonymus Hungarensis→헝가리의 이름 모를 이)는 헝가리 국왕 벨러 3세의 공증인이며 연대기작자다. 그에 관해서 알려진 바는 거의 없고 다만 라틴어화된 이름이 P.로 시작한다는 것만 알려져 있다.
아노니무스 노타리우스는 1200년경 중세 라틴어로 『헝가리인의 사적』을 썼는데, 머저르인들의 판노니아 평원 도래사를 가장 상세하게 묘사하고 있는 사료다. 다만 그가 밝힌 헝가리의 여러 지명의 기원은 오늘날 학자들의 지지를 받지 못하고 있다.